# Дюмон, Оливье
Оливье́ Дюмо́н (фр. Olivier Dumont; род. 6 марта 2002, Визе) — бельгийский футболист, полузащитник клуба РВДМ47.

## Футбольная карьера
Оливье — уроженец города Визе, расположенного в провинции Льеж и являющегося единственным франкоязычным городом, граничащим с Нидерландами. Воспитанник льежского «Стандарда». С сезона 2021/2022 — игрок основной команды клуба. 23 июля 2021 года дебютировал в Лиге Жюпиле поединком против «Генка», выйдя на поле на замену на 80-й минуте вместо Клаусса.
Выступал за сборную Бельгии среди юношей до 17 лет. Провёл за неё 4 встречи.

## Статистика выступлений
| Клуб             | Сезон            | Лига        | Лига  | Лига | Кубок | Кубок | Междунар. | Междунар. | Всего | Всего |
| Клуб             | Сезон            | Лига        | Матчи | Голы | Матчи | Голы  | Матчи     | Голы      | Матчи | Голы  |
| ---------------- | ---------------- | ----------- | ----- | ---- | ----- | ----- | --------- | --------- | ----- | ----- |
| Стандард Льеж    | 2021/2022        | Лига Жюпиле | 1     | 0    | 0     | 0     | 0         | 0         | 1     | 0     |
| Всего за карьеру | Всего за карьеру | 1           | 0     | 0    | 0     | 0     | 0         | 0         | 1     | 0     |